# Mòllera de fang
La mòllera de fang, la mòllera pigada, la mòllera bròtola, la mòllera pigallada, la fura, la molla, la mamona, la bròtola o la bròtola pigada (Phycis blennoides) és una espècie de peix de l'ordre dels gadiformes.

## Descripció
- Cos allargat i comprimit cap al capdavall que pot arribar a 110 cm de llargària màxima i 3.540 g de pes.[6]
- Cap relativament aplanat.
- Ulls grossos.
- Boca relativament gran i amb un barbelló sota la mandíbula.
- Dues aletes dorsals: la primera relativament petita, triangular i elevada, en forma de falç. La segona és molt llarga però poc alta.
- El tercer radi de la primera dorsal és allargat.
- Aleta anal molt llarga darrere l'abdomen.
- Aletes ventrals inconfusibles, filiformes i bifurcades.
- Color del dors gris (als joves) o gris rosat (als adults), flancs clars, grisosos; ventre clar, argentat amb irisacions. Primera dorsal groguenca amb la punta negra. La resta d'aletes senars clares, llevat de la caudal, i vorejades de negre. La caudal, arrodonida i negrosa. Té una taca negra sobre l'opercle i a la segona dorsal.[7][8][9][10][11][12][13]

## Reproducció
Té lloc des del gener fins al maig, la fecundació és externa i els pares no protegeixen llurs cries.

## Alimentació
Es nodreix de crustacis i d'altres invertebrats, i, rarament, de peixos.

## Depredadors
És depredada pel sorell blancal (Trachurus mediterraneus) i el lluç (Merluccius merluccius).

## Hàbitat
És un peix marí, bentopelàgic, oceanòdrom, de clima temperat (71°N-20°N, 25°W-36°E) i que viu entre 10-1.047 m de fondària (normalment, entre 100 i 450) en fons sorrencs o fangosos.

## Distribució geogràfica
Es troba a l'Atlàntic oriental (des de Noruega i Islàndia fins al Cap Blanc -Mauritània-) i la Mediterrània.

## Longevitat
Pot assolir els 20 anys.

## Ús comercial
La seua pesca no està regulada ni té talla mínima legal. Es pesca amb arts d'arrossegament, tresmalls i palangres de fons. És molt comuna als mercats car la seua carn és tova i de bona qualitat. Es comercialitza fresca i, també, com a farina de peix.

## Observacions
És inofensiva per als humans.